# الیزابت سوآن
الیزابت سوآن (به انگلیسی: Elizabeth Swann) شخصیتی اصلی در سری فیلم‌های دزدان دریایی کارائیب است که توسط کیرا نایتلی بازی شده‌است.

## شخصیت‌پردازی
الیزابت سوآن دختر و فرزند فرمانده ودرو سوآن و معشوقه ویل ترنر (با بازی اورلاندو بلوم) است. او در فیلم اول ربوده می‌شود ولی در فیلم دوم حالتی سرسخت به خود گرفته که خود با یک عشق وفادار به‌دنبال ویل می‌رود. در فیلم سوم وی کاپیتان کشتی دزدان دریایی چینی می‌شود.

## فیلم اول
الیزابت سوآن دختر فرماندار «ودر سوآن» در کودکی پسر بچه‌ای به نام «ویل ترنر» را پیدا می‌کند و پدر الیزابت مخارج ویل را تأمین می‌کند. سال‌ها بعد هر چند که او عاشق ویل ترنر است اما مجبور به درخواست پیشنهاد «فرمانده نرینتون» می‌شود. او در طی اتفاقات فیلم به دنبال ویل می‌رود و مدتی را با دزدان دریایی می‌گذراند. او وقتی به بندر پورت رویال بازمی‌گردد جواب نرینتون را رد و با ویل ازدواج می‌کند.

## فیلم دوم
در فیلم صندوق مرد مرده الیزابت و ویل قرار است ازدواج کنند و درست در روز مراسم لرد کاتلر بکت اعلام می‌کند که به فرار جک اسپارو از قانون کمک کرده‌اند و هر دو را بازداشت می‌کند. لرد بکت به ویل می‌گوید تنها راه آزادی آن‌ها آوردن قطب‌نمای جک اسپارو برای اوست. ویل به‌دنبال جک می‌رود و الیزابت هم فرار کرده و با او می‌رود.
در پایان فیلم الیزابت با یک بوسه جک را به کشتی‌اش می‌بندد تا او و ویل از دست هیولایی که دنبال جک است نجات یابند.

## فیلم سوم
در مجمع رسمی دزدان دریایی (مجمع برادران ولتز) الیزابت و سایر دزدان جک اسپارو را نجات می‌دهند. پس از آن الیزابت پیش کاپیتان سئوفنگ می‌رود. الیزابت در لحظات آخر زندگی فرمانده سئوفنگ به جانشینی وی تعیین می‌شود و به عنوان یک ناخدا وارد مجمع دزدان دریایی می‌شود. او در جنگ نهایی جناح دزدان علیه بکت و دیوی جونز شرکت می‌کند. آن ها در جنگ با دیوی جونز  با خطبه کاپیتان باربوسا با هم ازدواج کردند اما به دلیل زخمی شدن ویل ترنر توسط دیوی جونز مجبور شد به عنوان کاپیتان کشتی کشتی دریای هلندی انتخاب شد
اما در پایان او و ویل از هم جدا می‌شوند. ویل کاپیتان کشتی هلندی سرگردان می‌شود و هر ۱۰ سال یکبار می‌تواند الیزابت را ببیند.

## فیلم پنجم
در فیلم دزدان دریایی : مردگان حکایت نمی کنند الیزابت سوان و ویل ترنر صاحب فرزندی شدند به اسم هنری ترنر هنری با کمک جک اسپارو و کارینا باربوسا ( دختر کاپیتان باربوسا ) به دنبال عصای پوزئدون بودند که با شکستن آن عصا هر طلسم داخل دریا باطل خواهد شد هنری با شکستن این عصا کاری کرد که پدرش دیگر طلسم نشوند در صحنه آخر فیلم الیزابت سوان و ویل ترنر به هم رسیدند هم را بغل کرده و بوسیدند هنری ترنر هم عاشق کارینا اثمیت(باربوسا) شد. در صحنه آخر فیلم هم الیزابت سوان و ویل ترنر در کنار هم خوابیده بودند .